# الوليجة (الضليعة)
'

تعديل مصدري - تعديل

الوليجة هي إحدى قرى عزلة الضليعة بمديرية الضليعة التابعة لمحافظة حضرموت، بلغ تعداد سكانها 8 نسمة حسب تعداد اليمن لعام 2004.